# Nastro d’Argento/Preis für das Lebenswerk
Nastro d’Argento: Preis für das Lebenswerk (Nastro d'argento alla carriera)
Dieser Filmpreis wird seit 1984 in unregelmäßigen Abständen vom italienischen Filmkritikerverband (Sindacato Nazionale Giornalisti Cinematografici Italiani, SNGCI) vergeben.
| Jahr | Preisträger                                                                                           |
| ---- | --- |
| 1984 | Carlo Ludovico Bragaglia, Filmregisseur und Drehbuchautor                                             |
| 1993 | Michelangelo Antonioni, Filmregisseur, Autor und Maler.                                               |
| 1995 | Michelangelo Antonioni                                                                                |
| 1995 | Sophia Loren, Schauspielerin                                                                          |
| 1995 | Alberto Sordi, Film-, Fernseh- und Theaterschauspieler, Regisseur, Drehbuchautor und Synchronsprecher |
| 1996 | Ingmar Bergman, Drehbuchautor, Film- und Theaterregisseur                                             |
| 1998 | Nino Baragli, Filmeditor                                                                              |
| 2001 | Armando Trovajoli, Pianist und Filmkomponist                                                          |
| 2003 | Luis Bacalov, Filmkomponist                                                                           |
| 2005 | Suso Cecchi D’Amico, Drehbuchautorin                                                                  |
| 2005 | Mario Monicelli, Drehbuchautor und Filmregisseur                                                      |
| 2006 | Stefania Sandrelli, Schauspielerin                                                                    |
| 2007 | Dino Risi, Filmregisseur und Drehbuchautor                                                            |
| 2008 | Piero De Bernardi, Drehbuchautor                                                                      |
| 2008 | Giuliano Gemma, Schauspieler                                                                          |
| 2008 | Carlo Lizzani, Filmregisseur, Drehbuchautor und Schauspieler                                          |
| 2008 | Vittorio Storaro, Kameramann                                                                          |
| 2010 | Ugo Gregoretti, Dokumentarfilmer, Filmregisseur und Drehbuchautor                                     |
| 2010 | Gilles Jacob, Filmkritiker                                                                            |
| 2010 | Ilaria Occhini, Schauspielerin                                                                        |
| 2010 | Armando Trovajoli, Pianist und Filmkomponist                                                          |
| 2011 | Emidio Greco, Filmregisseur und Drehbuchautor                                                         |
| 2011 | Fulvio Lucisano, Filmproduzent                                                                        |
| 2011 | Marina Piperno Filmproduzentin                                                                        |
| 2013 | Roberto Herlitzka, Schauspieler                                                                       |
| 2014 | Marina Cicogna, Filmproduzentin                                                                       |
| 2014 | Francesco Rosi, Filmregisseur und Drehbuchautor                                                       |
| 2014 | Piero Tosi, Kostümbildner                                                                             |
| 2018 | Gigi Proietti, Filmregisseur, Filmschauspieler und Synchronsprecher                                   |